# 永尾颯樹
永尾 颯樹（ながお さつき、1998年5月16日 - ）は、日本の男性プロレスラー。

## 人物
山口市立湯田中学校2年生であった2012年11月13日、大谷晋二郎が同校に講演に訪れ、講演後にサインを貰ったときに将来の夢を聞かれ「プロレスラーになりたい」と宣言。数年後に大谷の元を訪れ直談判し、2度めのテストで合格しZERO1入団、高岩竜一のコーチを受けて道場で練習を重ね、2020年6月6日、対大谷晋二郎戦でデビュー。2021年7月、栃木プロレス発足により栃木に移住した。2024年1月28日REALZERO1に加入。以後、栃木プロレスの試合にはホットジャパンとして参戦。大日本プロレスにもレギュラー参戦している。
2024年2月13日、母校の湯田中学校の立志式にサプライズ登壇し夢や目標を持ち続けることの大切さを後輩に語った。2月14日は山口市長を表敬訪問した。

## 来歴
出典
- 2020年6月6日、「超人祭りⅡinサムライTV」において対大谷晋二郎戦でデビュー。その後怪我の為欠場していたが、11月3日の靖国神社大会で復帰、ホットジャパン入りする。
- 「風林火山タッグトーナメント2020」に、ハートリー・ジャクソンと組んでエントリー。12月6日の北千住大会、1回戦でクリス・ヴァイス＆横山佳和組と対戦し、敗退する。
- 2021年8月26日、栃木プロレス宇都宮オリオンスクエア大会にて松永準也と対戦し初勝利を挙げる。
- 2022年、蝶野正洋提唱の「CHONOキャンプ～Asterisk」にエントリー。
- 3月27日、新木場大会で2AW若松大樹と対戦、ドラゴンスープレックスホールドで敗れる。
- 4月10日、両国国技館大会に火野裕士＆葛西純と組んで出場。大日本プロレス橋本大地に敗れる。
- 6月4日、大谷晋二郎エイド大田区総合体育館大会にて、新日本プロレス永田裕志＆真壁刀義＆本間朋晃と組んで大日本プロレスと対戦。関本大介のジャーマンスープレックスホールドで敗れる[8]。
- 「第22回 真夏の祭典・火祭り2022」にエントリー。
- 「風林火山タッグトーナメント2022」には、アジャコングとのホットジャパンタッグで出場。11月11日新木場大会開幕戦において1回戦でクリス・ヴァイス＆横山佳和組と対戦し横山佳和から卍固めで勝利。11月20日靖国神社大会にて2回戦vs橋本友彦＆櫻井匠組に敗れる。
- 2023年1月1日、後楽園ホール大会にて阿部史典に敗戦。インターコンチネンタルタッグ新王者組となったヤス久保田＆ヒデ久保田組に阿部史典とのタッグで、挑戦を表明。
- 「風林火山タッグトーナメント2023」には、KAMIKAZEとのタッグで出場。
- 「第24回 真夏の祭典・火祭り2024」にエントリー。2年ぶり2回目の出場[9]。

## 得意技
- エルボー
- 頭突き
- デスバレーボム[2]
- ドロップキック[2]

## 入場曲
「SCARY」THE MAD CAPSULE MARKETS